# Nikinci
Nikinci (izvirno srbsko Никинци; madžarsko Nyékinca) je naselje v Srbiji, ki upravno spada pod Občino Ruma; slednja pa je del Sremskega upravnega okraja.

## Demografija
V naselju živi 1790 polnoletnih prebivalcev, pri čemer je njihova povprečna starost 41,4 let (39,5 pri moških in 43,2 pri ženskah). Naselje ima 765 gospodinjstev, pri čemer je povprečno število članov na gospodinjstvo 2,90.
To naselje je, glede na rezultate popisa iz leta 2002, v glavnem srbsko, a v času zadnjih treh popisov je opazno zmanjšanje števila prebivalcev.
|  |

| Demografija | Demografija     | Demografija     |
| Leto        | Št. prebivalcev | Št. prebivalcev |
| ----------- | --------------- | --------------- |
|             |                 |                 |
|             |                 |                 |
|             |                 |                 |
|             |                 |                 |
| 1948        | 2087            |                 |
| 1953        | 2201            |                 |
| 1961        | 2607            |                 |
| 1971        | 2644            |                 |
| 1981        | 2425            |                 |
| 1991        | 2266            | 2164            |
| 2002        | 2408            | 2216            |
|             |                 |                 |

| Etnična sestava po popisu iz leta 2002 | Etnična sestava po popisu iz leta 2002 | Etnična sestava po popisu iz leta 2002 | Etnična sestava po popisu iz leta 2002 | Etnična sestava po popisu iz leta 2002 |
| -------------------------------------- | -------------------------------------- | -------------------------------------- | -------------------------------------- | -------------------------------------- |
| Srbi                                   | Srbi                                   |                                        | 1.534                                  | 69,22%                                 |
| Madžari                                | Madžari                                |                                        | 264                                    | 11,91%                                 |
| Hrvati                                 | Hrvati                                 |                                        | 210                                    | 9,47%                                  |
| Jugoslovani                            | Jugoslovani                            |                                        | 69                                     | 3,11%                                  |
| Romi                                   | Romi                                   |                                        | 32                                     | 1,44%                                  |
| Slovaki                                | Slovaki                                |                                        | 7                                      | 0,31%                                  |
| Črnogorci                              | Črnogorci                              |                                        | 5                                      | 0,22%                                  |
| Makedonci                              | Makedonci                              |                                        | 3                                      | 0,13%                                  |
| Slovenci                               | Slovenci                               |                                        | 2                                      | 0,09%                                  |
| Bolgari                                | Bolgari                                |                                        | 2                                      | 0,09%                                  |
| Romuni                                 | Romuni                                 |                                        | 1                                      | 0,04%                                  |
| Muslimani                              | Muslimani                              |                                        | 1                                      | 0,04%                                  |
| Neznano                                | Neznano                                |                                        | 14                                     | 0,63%                                  |